# Storia segreta dei mongoli
La Storia segreta dei mongoli (mongolo: Монголын Нууц Товчоо, Mongolyn Nuuc Tovčoo) è la più antica opera letteraria in lingua mongola pervenuta fino ad oggi. Si tratta di un poema scritto da un autore anonimo per la famiglia reale mongola attorno al 1240 qualche anno dopo la morte di Gengis Khan (1227), probabilmente in caratteri mongoli. È detta "segreta" poiché era originariamente destinata alla sola famiglia reale. 
I testi sopravvissuti derivano tutti da trascrizioni in caratteri cinesi risalenti alla fine del XIV secolo e voluti dalla dinastia Ming che aveva scacciato dalla Cina la dinastia Yuan fondatavi dal nipote di Gengis, Kublai Khan. La versione cinese originale, da cui derivarono le varie traduzioni, era detta 元朝秘史S, Yuáncháo MìshǐP, lett. "Storia segreta della dinastia Yuan" ma viene anche citata come 脫必赤顏 / 脫卜赤顏S, Tuōbìchìyán / TuōbǔchìyánP all'interno del classico storico cinese Storia degli Yuan redatto sempre per volontà dei Ming.
La Storia segreta è considerata come l'unico significativo resoconto mongolo su Gengis Khan. Linguisticamente, rappresenta la fonte più ricca per lo studio della lingua mongola pre-classica e del mongolo dell'età media e viene ritenuto un'opera della letteratura classica, in Mongolia come nel resto del mondo.

## Contenuto dell'opera
Come molti dei testi del periodo, la Storia segreta contiene elementi della letteratura popolare e di poesia, e non è una narrazione storica come è stato ipotizzato in precedenza, anzi contiene qualche incongruenza.
La narrazione inizia con una genealogia alquanto mitica della famiglia di Temujin. La descrizione della vita di Temujin inizia con il rapimento di sua madre Hoelun da parte di suo padre Yesügei. Passa poi a raccontare i primi anni di vita di Temujin, i tempi duri dopo l'assassinio di suo padre, e i numerosi conflitti, guerre e complotti che deve affrontare prima di guadagnarsi il titolo di Gengis Khan ("Sovrano universale") nel 1206. Le parti finali dell'opera raccontano le campagne di conquista di Gengis e di Ögödei in Eurasia, e il testo si conclude con le riflessioni di Ögedei su ciò che aveva fatto di giusto e di sbagliato. Il racconto si concentra più sulla storia dell'Impero mongolo che su come questo sia stato creato ed espanso. Alcuni storici sostengono che abbraccia un arco di eventi lungo 400 anni. Rimane comunque la prima e più monumentale opera che narra della civiltà nomade dei mongoli ad essa contemporanea.
Diversi passaggi della Storia segreta appaiono con leggere variazioni nella cronaca mongola del XVII secolo Altan Tobchi ("Cronache dorate").

## Riscoperta e traduzioni
Le uniche copie dell'opera pervenute sono trascrizioni del testo mongolo originario in caratteri cinesi, accompagnate da un glossario tra le righe (talvolta più corto del testo originale) e dalla traduzione in cinese di ogni sezione. In Cina quest'opera è divenuta nota durante la dinastia Ming come testo per insegnare ai cinesi a leggere e scrivere in mongolo e la traduzione in cinese è stata citata in numerose opere storiche. Tuttavia già nel XIX secolo la sua diffusione era molto limitata.
Tsend Gun è stato il primo accademico mongolo a traslitterare la Storia segreta dei mongoli nei caratteri mongoli moderni tra il 1915 e il 1917. Il primo occidentale a scoprire la Storia segreta e ad offrirne una traduzione dal glossario cinese è stato il sinologo russo Palladiy Kafarov. Le prime traduzioni a partire dalla translitterazione di Tsend Gun sono quelle del sinologo tedesco Erich Haenisch (la prima edizione del testo in mongolo moderno è del 1937, quella della traduzione è del 1941, seguita dalla seconda traduzione nel 1949). Boris Ivanovich Pankratov pubblicò una traduzione in russo nel 1962. Arthur Waley ha pubblicato una traduzione parziale della Storia segreta in inglese, ma la prima traduzione completa fu ad opera di Francis Woodman Cleaves.
La prima edizione italiana è edita da Longanesi e risale al 1973. Successivamente fu pubblicato da TEA nel 1995 e nel 2000 e da Guanda del 2009. Le edizioni sono state curate da Sergei Kozin e tradotte da Maria Olsùfieva.

### Edizioni
- (EN) The Secret History of the Mongols, traduzione di Arthur Waley, in  The Secret History of the Mongols and Other Pieces, London, George Allen & Unwin, 1963,  pp. 215-291, SBN CAG0685285.
- (MN) Histoire secrète des Mongols (PDF), a cura di Louis Ligeti, Budapest, Akadémiai Kiadó, 1971, ISBN non esistente.
- Storia segreta dei Mongoli, a cura dell'accademico †Sergej Kozin, introduzione di Fosco Maraini, traduzione di Maria Olsùfieva, Milano, Longanesi & C., 1973, ISBN non esistente, SBN SBL0571985.
- (EN) The Secret History of the Mongols, for the first time done into English out of the original tongue and provided with an exegetical commentary by Francis Woodman Cleaves, Cambridge, Massachusetts, Harvard University Press, 1982, ISBN 0-674-79670-5.
- (EN) The Secret History of the Mongols: A Mongolian Epic Chronicle of the Thirteenth Century (PDF), translated with a historical and philological commentary by Igor de Rachewiltz, 2 voll., Leiden, Brill, 2004, ISBN 90-04-13159-0.
  - (EN) The Secret History of the Mongols: A Mongolian Epic Chronicle of the Thirteenth Century, translated with a historical and philological commentary by Igor de Rachewiltz, vol. 3 (Supplement), Leiden, Brill, 2013, ISBN 978-90-04-25056-7.